# Schloss Korb

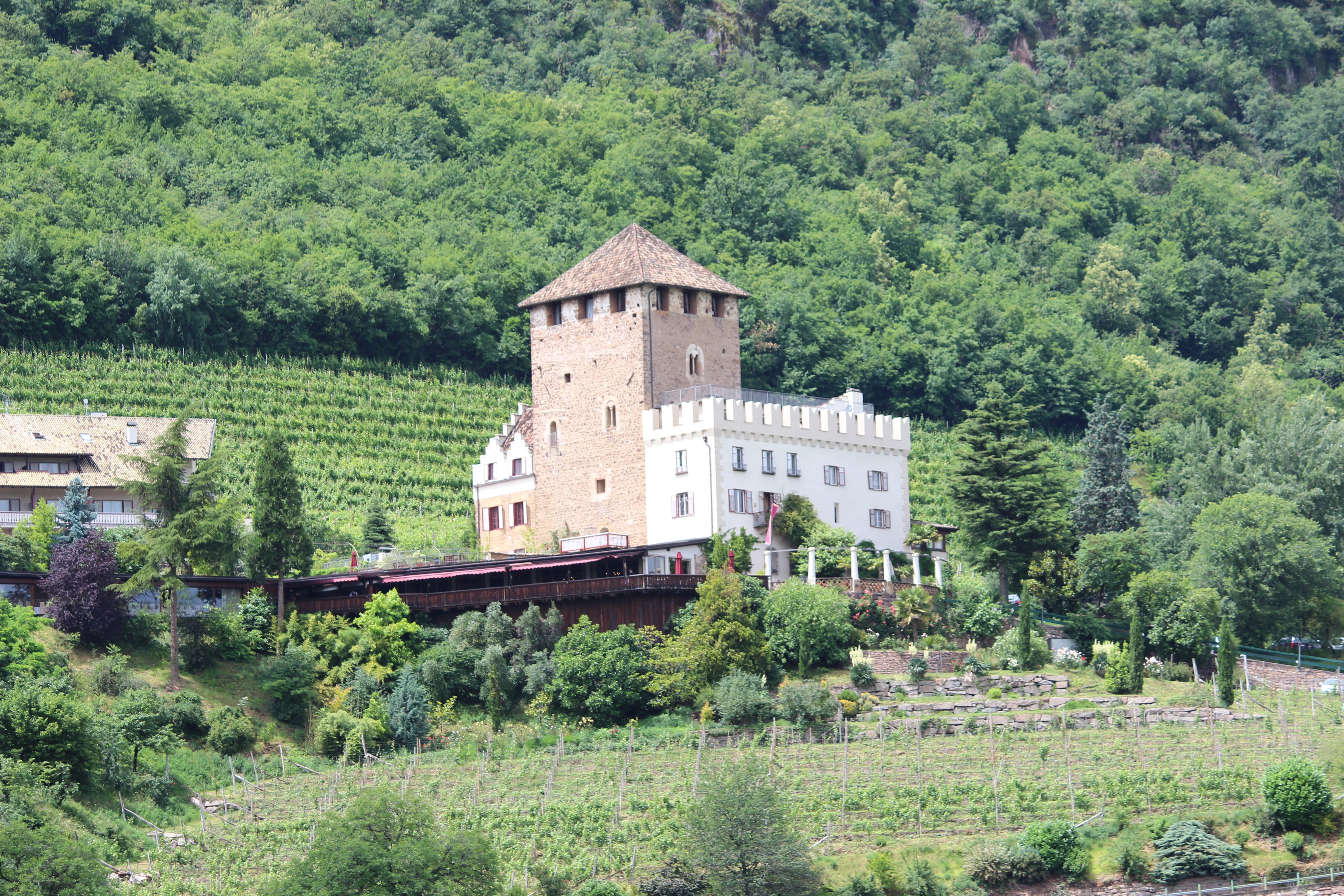
Schloss Korb

Schloss Korb (italienisch Castel Corba) ist ein Schloss im Eppaner Ortsteil Missian im Überetsch in Südtirol. Es befindet sich unterhalb der Burgruine Boymont.

## Geschichte

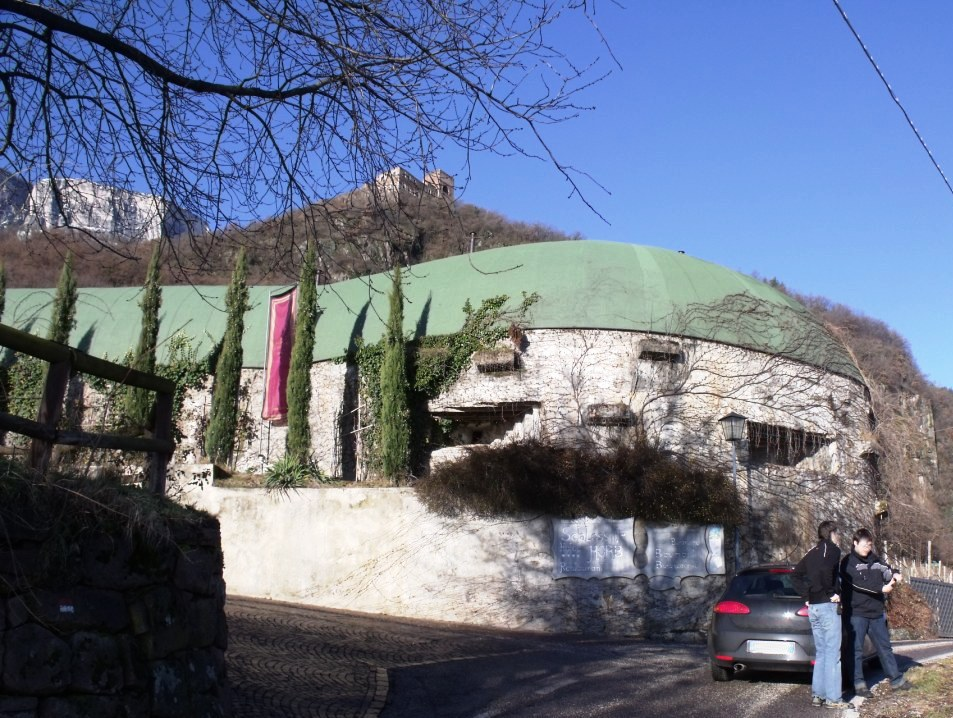
Bunker unterhalb von Schloss Korb (Werk 49 des Alpenwalls-Vallo Alpino)

Der viereckige Wohnturm wurde vor 1236 (Erstnennung) von den Herren von Korb, Ministerialen der Grafen von Eppan, erbaut. Im Jahr 1314 wird die Anlage in einer lateinischen Urkunde des Bozner Heiliggeistspitals als „von dem Chorbe de Eppianno“ beschrieben. Ab dem 14. Jahrhundert war Korb als Lehen in den Händen verschiedener Tiroler Adelsgeschlechter (u. a. der Feigensteiner, der Fuchs von Fuchsberg und der Fieger, 1637), bis sie 1802 im zerfallenen Zustand von der landesfürstlichen Kammer eingezogen wurde. Der Bozner Handelsmann Johann Putzer von Reibegg erwarb die Ruine 1839 und veranlasste in der Folge einen schlossartigen, romantisierenden Umbau zu einem mit Zierzinnen gekrönten Wohnbau sowie die Errichtung der Kapelle. Der zinnengekrönte Wohnturm ist heute mit einem Pyramidendach überdeckt. An den Seiten befinden sich gekuppelte romanische Doppelfenster. Im Jahr 1877 erwarb die aus Greifswald stammende Familie Teßmann das Anwesen. Deren Sohn Friedrich Teßmann wurde auf Schloss Korb geboren und war ein bekannter Geschichtsforscher Tirols. Nach ihm wurde die Landesbibliothek „Dr. Friedrich Teßmann“ in Bozen benannt.

## Heutige Nutzung
In Schloss Korb befindet sich heute ein Luxushotel mit Restaurant, Tennisplätzen und Swimmingpool. Die Anlage ist seit 1918 Stammsitz der Familie Dellago mit eigenem Wein- und Obstanbau. Fritz Dellago kaufte einen Bunker, der unmittelbar neben dem Schloss liegt. Dieser war zu Zeiten von Mussolinis Herrschaft als Teil des Alpenwalls errichtet worden. Der Bunker wurde umgebaut und dient heute als Weinkeller und als Ort für Veranstaltungen und Kunstausstellungen.